# Dai Mahō Tōge
(La formula magica di Punie Tanaka)
Dai Mahō Tōge (大魔法峠? lett. "Il valico della grande magia") è un manga shōnen del 2002, trasposto nel 2006 in animazione attraverso 8 OAV di quattro episodi ciascuno. Si tratta di una parodia del genere mahō shōjo, o "maghette", di cui stravolge tutte le convenzioni (a partire dalla formula magica, citata a inizio della voce). La serie animata è in parte assimilabile per le numerose scene di violenza a Bokusatsu tenshi Dokuro-chan, con cui condivide il regista.

## Trama
Punie Tanaka è una giovane strega proveniente dal mondo della magia. Prima di ereditare il trono dalla madre, la regina Esmeralda, Punie deve però trascorrere obbligatoriamente un periodo di un anno sulla Terra, e decide di iscriversi a una scuola giapponese in modo da passare per studentessa in trasferta. Qui diverrà amica della timida Tetsuko e amica/rivale della teppista Anego, ma dovrà sopravvivere a una serie di tentativi di omicidio messi in atto da vari personaggi, che comprendono le sue sorelle minori e la sua stessa mascotte! Punie comunque sa come farsi rispettare, sia attraverso la sua magia sia con una serie di tecniche degne del miglior wrestling.

## Personaggi
Punie TanakaLa protagonista della serie, una maghetta in apparenza dolce e ingenua ma in realtà incredibilmente violenta e spietata, pronta a tutto pur di mantenere la sua posizione di futura regina del regno magico. La sua bacchetta magica a forma di bastoncino di zucchero (ma con un occhio nell'impugnatura) le consente, tra le altre cose, di animare verdure, mentre il suo status di strega le fa ottenere un effetto di charme sulla maggioranza degli altri personaggi, che non si accorgono del suo vero carattere. Punie è anche un'esperta in combattimento corpo a corpo, in particolare nell'uso di varie chiavi articolari mutuate dalla lotta libera e dal wrestling, con cui sottomette facilmente ogni avversario.
Paya-tanLa mascotte di Punie, un animaletto magico dall'aspetto simile a quello di un cagnolino con un corno nel mezzo della fronte, proveniente dal villaggio Waku-Waku delle mascotte. Punie l'ha costretto a diventare il suo accompagnatore sconfiggendolo in combattimento, motivo per cui Paya è ancora risentito nei suoi confronti e ogni tanto cerca di ucciderla. Per la maggior parte del tempo si comporta secondo lo stereotipo dell'animaletto kawaii, in realtà è un "vero duro" dalla voce profonda e impostata ed ha il vizio del fumo. Il suo vero nome è Paya Livingston, e si scopre che ha combattuto nella guerra del Vietnam con il grado di colonnello.
TetsukoUna ragazza timida e studiosa, grande otaku dei treni (il suo nome deriva infatti da Kokutetsu, le ferrovie giapponesi), diventa presto la migliore amica di Punie a scuola. Ciò le causerà una serie infinita di guai e dolore, ma nonostante tutto non si convincerà mai della natura fondamentalmente maligna di Punie.
AnegoLa leader di un gruppo di teppiste scolastiche dalle fattezze grottesche, ha un rapporto inizialmente di rivalità, quindi di amicizia nei confronti di Punie. Anego è una delle poche persone al corrente della vera natura di Punie, fondamentalmente perché ha dovuto subire assieme alle sue sottoposte la furia della maghetta una volta che ha tentato di aggredirla.
Pyun e Potaru TanakaSorelle minori di Punie, arrivano sulla Terra per rintracciarla nel tentativo di eliminarla e ottenere così il trono del regno magico, purtroppo per loro Punie si è allenata fin dal giorno della loro nascita in preparazione a quest'evenienza. Combattono con un enorme paio di forbici e posseggono ciascuna le metà di un anello che se riunito può evocare un enorme demone. Le due bambine sono anche le uniche nei cui confronti Punie mostra abbastanza umanità, perché nonostante i loro continui tentativi di ucciderla, la protagonista dopo averle sconfitte si limita a sculacciarle un po' o a far loro il solletico.
Esmeralda TanakaRegina del regno magico e madre di Punie, è una sovrana spietata che ha ottenuto il potere mediante un colpo di Stato, rovesciando il legittimo sovrano.
Kimihiko Tanakapadre di Punie, nonostante l'aspetto da punk con tanto di cresta gialla è un uomo debole e del tutto succube di sua moglie, la regina. Spesso spia la vita della figlia sulla Terra attraverso uno specchio magico.
Elise von BarbaroqueCome in tutte le serie di maghette che si rispettino, anche Punie ha una rivale, che però in questo caso è il personaggio "buono". Elise, anche lei in incognito come studentessa nella stessa classe di Punie, è infatti la figlia del legittimo re del regno magico, e sfida Punie per sconfiggerla e riportare così la sua famiglia al potere. Combatte con una falce.